# 아다나 데미르스포르
아다나 데미르스포르(튀르키예어: Adana Demirspor)는 아다나를 연고로 하는 터키의 축구 클럽이다. 현재는 터키의 2부 축구 리그인 TFF 1. 리그에 참가하고 있다. 1940년에 철도 노동자들에 의해 설립되었다. 1980년대에 8개 분야의 스포츠 구단이었으나, 현재는 축구팀만 남아있다. 2021년 5월 9일에 TTF 1. 리그 시즌을 우승하고 26년만에 1부 리그로 돌아왔다.

## 선수 명단

### 현역
참고: FIFA 자격 규정에 따라 소속된 국가대표팀 국기를 표시합니다. 선수는 복수의 FIFA 비회원국 국적을 가지고 있을 수 있습니다.
| 번호 | 포지션 | 국적 | 이름 |
| ---- | ------ | ---- | ---- |

| 번호 | 포지션 | 국적 | 이름          |
| ---- | ------ | ---- | ------------- |
| 93   | FW     |      | 브레이튼 푸게 |

## 역대 감독
| 감독                | 임기        |
| ------------------- | ----------- |
| 빈첸초 몬텔라       | 2021 ~ 2023 |
| 파트릭 클라위버르트 | 2023        |

틀:아다나 데미르스포르 선수 명단